# 宋诗
宋诗从唐诗的基础上发展而来，具有自己的特色。它的成就虽不如唐诗，但对后世仍然有很大的影响。

## 發展

### 北宋
北宋初年流行西崑體，宗唐朝李商隱，代表人物有楊億、劉筠、錢惟演，著重對偶，喜用典故，崇尚纖巧及主張妍華。
其後因古文運動影響，歐陽修使詩風變為平易清新，以文為詩，詩風平易流暢。其詩友中，以梅堯臣、蘇舜欽較著名。歐陽修門下，王安石 壯年之詩風豪放雄奇，晚年則閑適平淡。蘇軾詩波瀾壯闊，變化多端，健筆超曠，豪放不羈，為宋詩的代表人物之一，與蘇軾門下黃庭堅合稱「蘇黃」。
黃庭堅創立江西詩派，遠宗唐朝杜甫，喜奇語、尚生硬，講究「點鐵成金」與「奪胎換骨」，提倡拗體。陳師道與陳與義亦為江西詩派的重要人物。

### 南宋
楊萬里、范成大和尤袤與陸游齊名；是為「中興四大詩人」，楊萬里詩平易自然，范成大詩則清新樸素，尤袤作品則深受道家影響。陸游壯年多憂國憂時之作，詩風豪宕奔放，晚年退隱田園，詩風閑適恬淡。
一群失意的士大夫因詩集合輯為江湖集，被稱為江湖詩派，有戴復古、劉克莊、劉龍洲、姜夔、方岳與高菊卿等，亦頗有名。當時有反對江西詩派者，如姜夔，其詩頗為清新；又如赵师秀（赵灵秀）、徐照（徐灵晖）、徐玑（徐灵渊）、翁卷（翁灵舒）等永嘉四靈，則喜愛鍛鍊字句，詩徑較狹。此外尚有理學家之詩。
南宋末年有遺民詩，代表人物為謝翱、文天祥、汪元量、鄭思肖等，寫亡國之痛，沉鬱悲壯。

## 特色
宋詩多散文化，好發議論，點出道理，上者富於理趣，下者生澀枯淡，情韻不足。題材方面，宋詩取材廣泛，但相對唐詩而言，宋詩缺乏邊塞豪雄之作。相對宋詞而言，宋詩則缺少哀艷纏綿之作。
宋詩以意勝，貴深析透闢，美在氣骨。但過於炫耀才學，字字講究來歷，喜歡搬弄典故，失卻雍容渾厚之美，有損意境。宋詩往往求新求奇、求細求透，但缺少天真興致。
关于宋诗的特点，一般认为最主要的是议论化、散文化。“以文为诗”，唐代个别诗人如韩愈等已开其端，但奉为圭臬，因之蔚为一代诗风者则自欧阳修、梅尧臣等人始，至王安石、苏轼、黄庭坚而达到极致。由“以文为诗”到“以议论为诗”，宋诗之所以在强大的唐诗影响之下独树一帜，形成自己的这一风格特征，有着深刻的时代根源。北宋时期，政治改革和随之出现的朋党之争，从庆历新政到王安石变法，一直是知识分子关心的主要问题。终南宋之世，主战和主和，又将朝野士人分成旗帜鲜明的两大派。绝大多数诗人具有官僚和知识分子双重身分，“开口揽时事，论议争煌煌”，是这批人的共同特征。其次，宋代儒学一改唐人死守前代注疏的旧习，疑经惑古，以己意解经，蔚为风气，本已官僚化的士人，又加上了一重学者化的身分。所谓某人好议论，主要就是由这两个特殊的时代背景所促成。
宋诗议论化还有另一个特点：理趣。所谓理趣，指寄寓在诗歌形象中的人生哲理。宋诗理趣形成的文化根源主要不是理学，而是佛门的禅机。錢鍾書的《谈艺录》第一条即是“诗分唐宋”，“唐诗多以丰神情韵擅长，宋诗多以筋骨思理见胜”。宋诗中最富有理趣的几首代表作品，多出于理学形成之前而哲学思想自成体系的王安石、苏轼及其追随者黄庭坚、陈师道之手。如苏轼的《次韵法芝举旧诗一》：“春来何处不归鸿，非复羸牛踏旧踪，但愿老师真似月，谁家瓮里不相逢。”即源于《高僧传》所载醋头和尚斗机锋的偈颂。
此外，两宋诗坛还有两个前所未有的特点，一是诗歌派别的出现和形成风气，一是“诗话”作为一种诗歌批评方式的产生和流行。宋诗多流派，当与佛教宗派思想的刺激以及政治上党争纷繁的原因有关。如北宋末吕本中作《江西诗社宗派图》，列黄庭坚以下二十五人，后又有所谓江西诗派一祖三宗之说，一如禅宗之“法嗣”传衣。列名之人均以名节自励，气味相投。至于文学观方面的不同，因而造成诗家的门户之见，壁垒森严，则与“诗话”的党同伐异有着互为因果的内在联系。

## 评价
钱钟书说：“有唐诗作榜样是宋人的大幸，也是宋人的大不幸。看了这个好榜样，宋代诗人就学了乖，会在技巧和语言方面精益求精；同时，有了这个好榜样，他们也偷起懒来，放纵了模仿和依赖的惰性，那就是他们都在竭力模仿前人。”关于宋诗的评价，自南宋严羽《沧浪诗话》起就存在着严重的分歧，直至在文学史上形成了“尊唐”与“崇宋”两大派系。大抵唐诗主情致，宋诗重理性，从艺术的角度看，宋诗不少作品缺乏形象性、音乐美，感染力不强，是它的缺点。钱锺书在《宋诗选注·序》里评价宋诗说:“宋诗还有个缺陷，爱讲道理，发议论;道理往往粗浅。”从文化史的立场上讲，宋诗在唐代诗歌格律完备、意象纯熟、臻于顶峰的情况下另辟蹊径，为近世诗歌的发展提供了富有时代意义的榜样，是它的成功之处。

## 研究書目
- 錢鍾書《談藝錄》，中華書局1984年第1版
- 錢鍾書：《宋詩選注》（北京：人民文學出版社，1985）。
- 吉川幸次郎著，鄭清茂譯：《宋詩概說》（臺北：聯經出版事業公司，1977）。
- 繆鉞《論宋詩》，《宋詩鑒賞辭典》（序），上海古籍出版社1987年第1版
- 陳植鍔《試論王禹偁與宋初詩風》，《中國社會科學》1982年第2期
- 葛曉音《北宋詩文革新的曲折過程》，《中國社會科學》1989年第2期
- 謝桃坊《蘇軾詩研究》，巴蜀書社1984
- 莫礪鋒《江西詩派研究》，齊魯書社1986
- 內山精也：〈宋代刻書業的發展與宋詩的近世化現象〉。
- 内山精也：〈作为职业的诗人——宋末元初诗坛发生了什么？（页面存档备份，存于）〉。

1. ↑  钱钟书：《宋詩選注序》